# Корнило Нуово (Ријети)
Корнило Нуово је насеље у Италији у округу Ријети, региону Лацио.
Према процени из 2011. у насељу је живело 52 становника. Насеље се налази на надморској висини од 1135 м.